# أوستاش دي سان بيير (تمثال)
أوستاش دو سان بيير Eustache de Saint Pierre هو تمثال للنحات الفرنسي أوغست رودان، وهو موجود حاليا في متحف سمية في مكسيكو سيتي.
تم تصميمه بين عامي 1885 و1886 كجزء من مجموعة مواطني كاليه.  وأسماء الشخصيات الأخرى في المجموعة هي (جان دي فينيس، بيير دي فيسان، جاك دي فيسان، جان ديير وأندريو داندريس) وقد تم اختيارهم كشخصيات فردية.

## عملية التصميم
في أول مجسم لرودان للمشروع، كانت شخصية أوستاش دي سان بيير (أكبر شخصيات المجموعة) في موقع مهيمن داخل المجموعة، حاملاً مفاتيح المدينة.  ولا يزال المجسم الثاني يظهر المجموعة بأكملها ولا يزال القديس بيير في الصف الأمامي، ولكن تم تغيير وضعه ليُظهر ذراعيه منخفضتين وجسده يميل إلى الأمام. لكن اللجنة المشرفة على اللجنة رفضت هذه الوضعية، لأنها لم ترغب في أن يظهر القديس بيير مكتئبا. 